# Michel Cassé
Pour les articles homonymes, voir Cassé.
 (décembre 2014).
Michel Cassé, né à Fleurance (Gers) en 1943, est un astrophysicien, écrivain et poète français.
Astrophysicien au CEA (Commissariat à l'énergie atomique), et à l'Institut d'Astrophysique de Paris (CNRS), il est spécialisé dans la physique stellaire, la nucléosynthèse, l'étude des rayonnements et la physique quantique.
Ses ouvrages approfondissent les relations de l'homme et de l'univers à la lumière des avancées de la physique et de nombreux champs de la connaissance, soulignant certains liens avec des enseignements traditionnels de la philosophie et des fondamentaux de religions, la poésie n'étant jamais très loin.
Le mardi 24 Juin 2025, il participe au Défilé des étoiles, un spectacle mêlant poésie, physique quantique et cosmologie, au Théâtre national de la Colline, aux côtés de Wajdi Mouawad, directeur du théâtre et dramaturge, Nahal Tajadod, femme de lettres, et Marc Lachièze-Rey, astrophysicien.

## Publications
- Astrophysique, 2011, éditions Jean-Paul Bayol,  (ISBN 978-2-916913-33-9)
- Nostalgie de la Lumière, Belfond,  (ISBN 9782714420992)-
- Les Trous noirs en pleine lumière, 2009, Odile Jacob,  (ISBN 978-2-7381-2077-9)
- Cosmologie dite à Rimbaud, 2007, éditions Jean-Paul Bayol,  (ISBN 978-2-916913-05-6)
- Théories du ciel. Espace perdu, temps retrouvé, 2005, Rivages,  (ISBN 2-7436-1421-8)
- Énergie noire, matière noire, 2004, Odile Jacob,  (ISBN 2-7381-1325-7)
- avec Edgar Morin : Enfants du ciel. Entre vide, lumière, matière, 2003, Odile Jacob,  (ISBN 2-7381-1292-7)
- Étoiles. CD audio, 2002, De Vive Voix,  (ISBN 2-84684-004-0)
- avec Jean Audouze et Jean-Claude Carrière : Conversations sur l'invisible, 2002, Pocket -  (ISBN 2-266-11269-4)
- Du vide et de la création, 2001, Odile Jacob,  (ISBN 2-7381-0976-4) -Première parution en 1993
- Généalogie de la matière. Retour aux sources célestes des éléments 2000, Odile Jacob,  (ISBN 2-7381-0846-6)
- avec Michel Cazenave, Jean Audouze, Jean-Claude Carrière, L'homme dans ses univers, 2000, Albin Michel, coll. « Sciences d'aujourd'hui » (ISBN 2-226-11392-4)
- avec Jean-Claude Ulian et collectif d'auteurs, illustrations de Jean-Claude Pertuzé : Gascogne céleste, 1999, Loubatières,  (ISBN 2-86266-320-4)
- avec Élisabeth Vangioni-Flam et Jean-Claude Carrière : Petite étoile, 1999, Odile Jacob,  (ISBN 2-7381-0726-5)
- avec Michel Cazenave : La science et l'âme du monde, 1996, Albin Michel,  (ISBN 2-226-08201-8)